# 広木大町古墳群

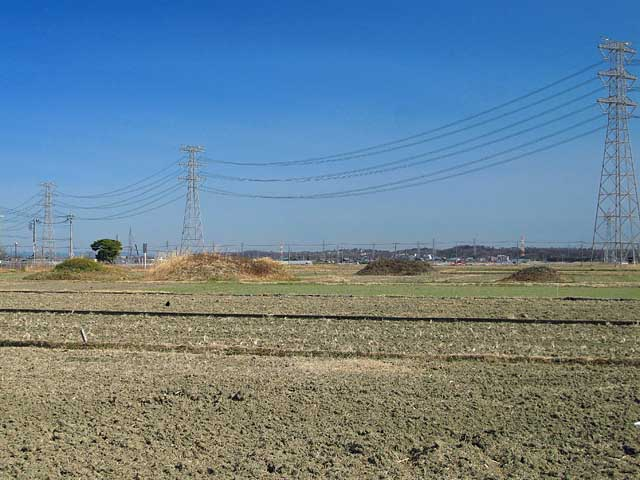
広木大町古墳群（2013年2月）

広木大町古墳群（ひろきおおまちこふんぐん）は、埼玉県美里町にある古墳群。

## 概要
大町・魂渕・後山王地区にかけて分布し、前方後円墳と方墳を含む200基以上の古墳で構成されていた。しかし多くの古墳が開墾などによって破壊され、現在墳丘が残っているのは前方後円墳1基と円墳24基である。
- 両子塚古墳
摩訶池の北西40メートルに所在する前方後円古墳で、「二子塚」とも表記される。墳長28メートル、後円部径15メートル、高さ2メートル、前方部幅21メートル、高さ2.5メートル。葺石および埴輪は確認されていない。後円部南側の破壊坑から横穴式石室の一部が見られるが、遺物は知られていない。7世紀の築造。